# آدم ويست (لاعب كرة قدم)
آدم ويست (بالإنجليزية: Adam West)‏ (7 مايو 1986 بغيغ هاربور في الولايات المتحدة - ) هو لاعب كرة قدم أمريكي في مركز الدفاع. لعب مع نادي ادمونتون وRochester Rhinos ‏ ولويسفيل سيتي وSeattle Sounders (1994–2008) ‏ وSound FC (men) ‏ وFort Lauderdale Strikers (2006–2016) ‏.

## وصلات خارجية
- آدم ويست على موقع قاعدة بيانات كرة القدم.إي يو (الإنجليزية)